# Friedrich Hanser
Friedrich Hanser (* 14. Juli 1898 in München; † 13. Mai 1976 in Heilbronn) war Lehrer und Kommunalpolitiker.

## Leben
Hanser erhielt eine Lehrerausbildung am Lehrerseminar in Karlsruhe und anschließend eine weitere Ausbildung für den Lehrdienst an gewerblichen Berufsschulen. Seine ersten Berufsjahre absolvierte er an den Gewerbeschulen in Pfullendorf und Heidelberg. In Heidelberg gehörte er von 1928 bis 1933 auch dem Stadtparlament an. Als Sozialdemokrat wurde er nach 1933 mehrfach strafversetzt. Von 1940 bis 1945 war er als Major der Reserve im Kriegsdienst. Ab 1947 gehörte er dem Gemeinderat von Heilbronn an, wo er ab 1948 SPD-Fraktionsvorsitzender und stellvertretender Oberbürgermeister war. Von 1949 bis 1956 war er Rektor an der Knabenschule in der Rosenauschule. 1952 kandidierte er für den Bundestag. Von 1956 bis 1964 war er Kultur- und Sozialbürgermeister der Stadt Heilbronn. Bei seinem Ausscheiden in den Ruhestand wurde ihm 1964 der Ehrenring der Stadt verliehen, 1965 wurde er außerdem mit dem Bundesverdienstkreuz erster Klasse ausgezeichnet.